# Platysenta punctifera
Platysenta punctifera là một loài bướm đêm trong họ Noctuidae.